# Kembs

Kembs este o comună în departamentul Haut-Rhin din estul Franței. În 2009 avea o populație de 4.437 de locuitori.

## Evoluția populației
| An        | 1975  | 1982  | 1990  | 1999  | 2006  | 2009  |
| --------- | ----- | ----- | ----- | ----- | ----- | ----- |
| Populație | 2.211 | 2.575 | 3.016 | 3.739 | 4.210 | 4.437 |